# Cantonul Brûlon
Cantonul Brûlon este un canton din arondismentul La Flèche, departamentul Sarthe, regiunea Pays de la Loire, Franța.

## Comune
| Comune                        | Populație (1999) | Cod poștal | Cod INSEE |
| ----------------------------- | ---------------- | ---------- | --------- |
| Avessé                        | ...              | 72350      | 72019     |
| Brûlon                        | ...              | 72350      | 72050     |
| Chantenay-Villedieu           | ...              | 72430      | 72059     |
| Chevillé                      | ...              | 72350      | 72083     |
| Fontenay-sur-Vègre            | ...              | 72350      | 72136     |
| Maigné                        | ...              | 72210      | 72177     |
| Mareil-en-Champagne           | ...              | 72540      | 72184     |
| Pirmil                        | ...              | 72430      | 72237     |
| Poillé-sur-Vègre              | ...              | 72350      | 72239     |
| Saint-Christophe-en-Champagne | ...              | 72540      | 72274     |
| Saint-Ouen-en-Champagne       | ...              | 72350      | 72307     |
| Saint-Pierre-des-Bois         | ...              | 72430      | 72312     |
| Tassé                         | ...              | 72430      | 72347     |
| Viré-en-Champagne             | ...              | 72350      | 72379     |